# Prêmio Eletrônica Quântica
O Prêmio Eletrônica Quântica (em alemão:  Quantum Electronics Award) do Instituto de Engenheiros Eletricistas e Eletrônicos (IEEE Photonics Society) é um prêmio em pesquisa do laser (Óptica quântica) concedido anualmente desde 1978.

## Recipientes
- 1978 A. Gardner Fox
- 1979 Elias Snitzer
- 1980 Amnon Yariv
- 1981 Dietrich Marcuse
- 1982 Yasuharu Suematsu
- 1983 Ivan Paul Kaminow
- 1984 Hermann Anton Haus
- 1985 Robert Hellwarth
- 1986 Peter Smith
- 1987 Arthur Ashkin
- 1988 William Bridges
- 1989 Anthony Edward Siegman
- 1990 David Henry Auston
- 1991 Herwig Kogelnik
- 1992 Joseph Edward Geusic, LeGrand Van Uitert
- 1993 Frederick Leonberger
- 1994 Stephen Ernest Harris
- 1995 Daniel Simon Chemla
- 1996 Robert L. Byer
- 1997 Erich Peter Ippen
- 1998 Rudolf Kazarinov
- 1999 Akira Hasegawa
- 2000 Yoshihisa Yamamoto
- 2001 Linn Mollenauer
- 2002 Shuji Nakamura
- 2003 Marlan Scully
- 2004 Gérard Mourou
- 2005 Paul Corkum
- 2006  Ferenc Krausz
- 2007 Sajeev John
- 2008 Jeffrey Shapiro, Horace Yuen
- 2009 Ataç İmamoğlu
- 2010 Masataka Nakazawa
- 2011 Andrew Marc Weiner
- 2012 Govind Prasad Agrawal
- 2013 Weng Chow
- 2014 Robert William Boyd
- 2015 Richard Magee Osgood
- 2016 David Villeneuve[2]